# 태풍 돌핀 (2008년)
태풍 돌핀 (Typhoon Dolphin) 은 2008년 12월 12일부터 12월 18일까지 활동했고, 최저기압 970 hPa를 기록했던 2008년의 제22호 태풍이다. 2등급 태풍(SSHS)이다. 미크로네시아 연방과 괌, 북마리아나 제도에 영향을 주었다. "돌핀"은 홍콩에서 제출한 이름으로 돌고래를 의미한다.

## 개요
제22호 태풍 돌핀은 12월 12일 오후 3시에 미국 괌 서쪽 약 480 km 부근 해상에서 중심기압 1000hPa, 최대풍속 18 m/s, 강풍반경 약 250 km, 강도 '약', 크기 '소형'의 태풍(열대폭풍, TS)으로 발생하였다.(일본 기상청에서는 태풍 돌핀의 발생 시각을 12월 13일 오전 3시로 해석하였다.) 12월 15일 오전 3시에 중심기압 985hPa, 최대풍속 26 m/s, 강풍반경 약 250 km, 강도 '중', 크기 '소형'의 태풍(강한 열대폭풍, STS)으로 발달하였고, 같은 날 오후 9시에 중심기압 975hPa, 최대풍속 34 m/s, 강풍반경 약 250 km, 강도 '강', 크기 '소형'의 태풍(TY)으로 더욱 발달하였다. 12월 18일 오후 9시에 일본 도쿄 남쪽 약 1320 km 부근 해상에서 온대저기압으로 변질되어 소멸하였다. 태풍 돌핀의 시초라고 할 수 있는 온대저기압이 12월 2일에 일본 남해상에 위치하고 있다가 시계방향으로 북서태평양 주위를 따라 진행하면서 점차 저위도로 내려와 열대저압부(TD)로 약화되었고, 그 열대저압부가 태풍으로 발달한 특이한 사례라고 볼 수 있다.

## 같이 보기
- 2008년 태풍